# Peribaea apicalis
Peribaea apicalis là một loài ruồi trong họ Tachinidae.